# Parti civique conservateur
Pour le parti tchèque du même nom, voir Parti civique conservateur (tchèque) (cs).
 (mai 2025).
Si vous disposez d'ouvrages ou d'articles de référence ou si vous connaissez des sites web de qualité traitant du thème abordé ici, merci de compléter l'article en donnant les références utiles à sa vérifiabilité et en les liant à la section « Notes et références ».
Le Parti civique conservateur (en tchèque : Občianska konzervatívna strana, abrégé en OKS) est un parti politique slovaque fondé en 2001 par Peter Tatár, alors député, ainsi que d'autres personnalités parmi lesquelles l'ancien ministre de la santé Rudolf Zajac. Tatár demeure président de l'OKS jusqu'en 2006.

## Description
Parti réputé pour son caractère « intellectuel », le Parti civique conservateur n'a jamais réussi de percée électorale. Il s'est donc amalgamé à la coalition menée par l'Union démocratique et chrétienne slovaque aux côtés du Parti de la coalition hongroise et du Mouvement chrétien-démocrate.

## Présidents
- 2001-2006 : Peter Tatár
- 2006-2007 : Direction collégiale
- 2007-2012 : Peter Zajac
- depuis 2012 : Ondrej Dostál

## Résultats électoraux

### Élections législatives
| Année | % | Mandats | Rang                  | Gouvernement |
| ----- | - | ------- | --------------------- | ------------ |
| 2010  |   | 4 / 150 | 2e (allié à Most-Híd) | Opposition   |
| 2016  |   | 1 / 150 | 2e (allié à SaS)      | Opposition   |
| 2020  |   | 2 / 150 | 6e (allié à SaS)      | Opposition   |
| 2023  |   | 1 / 150 | 6e (allié à SaS)      | Opposition   |